# Палац королеви Арва
13°55′25″ пн. ш. 44°08′50″ сх. д. / 13.923611111111° пн. ш. 44.147222222222° сх. д.

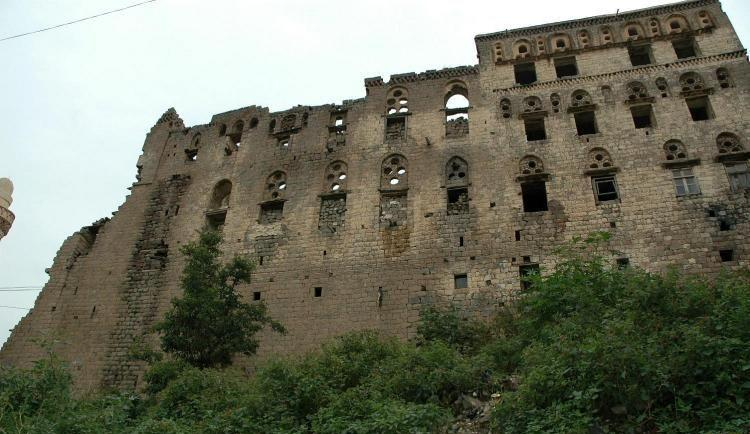
Руїни палацу королеви Арва. 2010 рік.

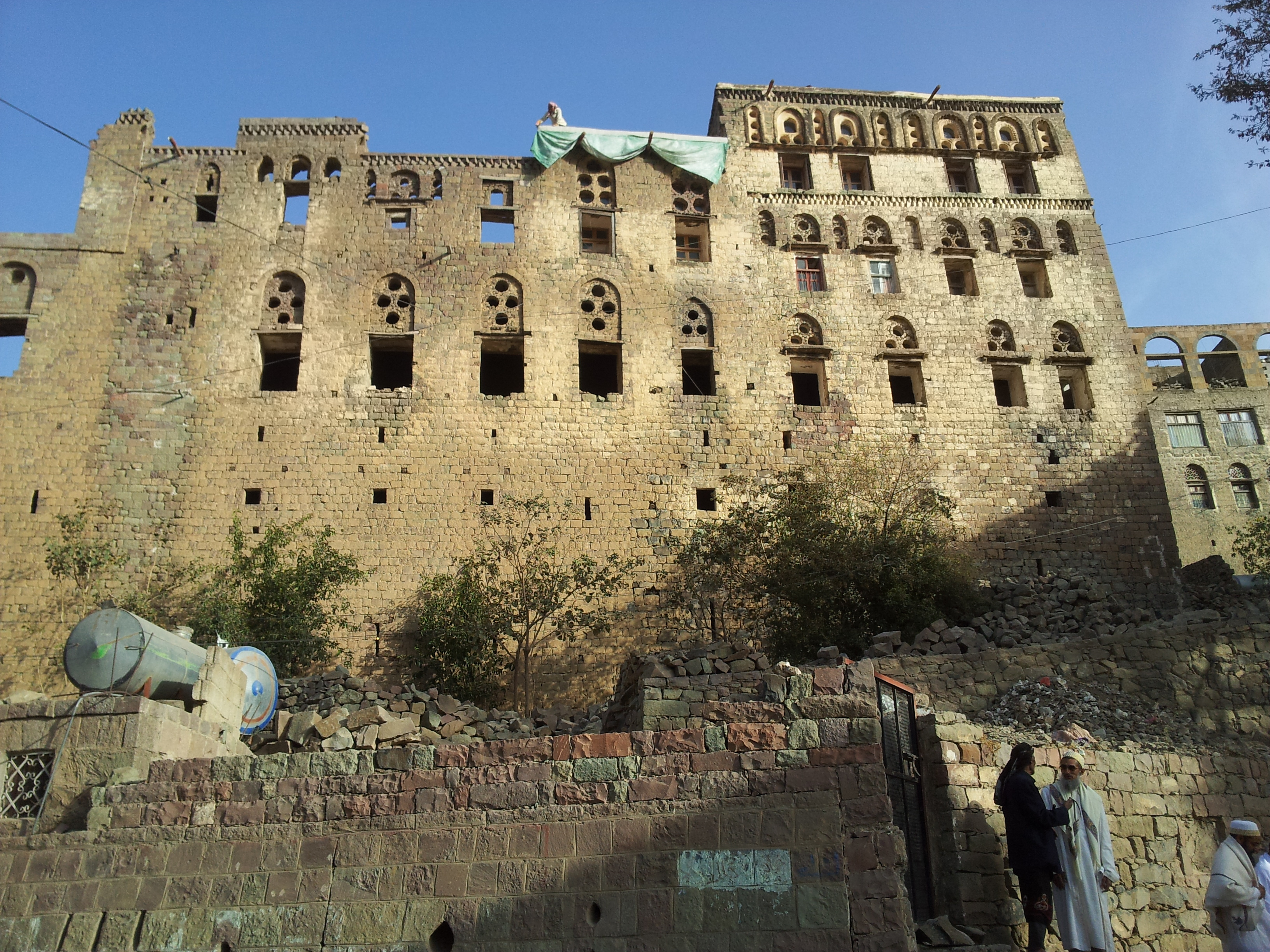
Реставрація руїн палацу королеви Арва. 3 лютого 2013.

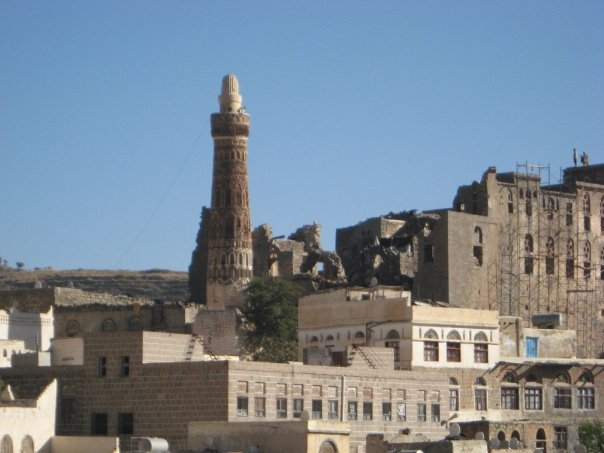
Руїни палацу королеви Арва і мiарет мечеті.

Палац королеви Арва - палац побудований в 1088 році за наказом короля аль-Мукарів Ахмеда для своєї дружини -королеви Арва бинт Ахмед Бен Мухаммед Аль Сулайхі з династії Сулайхідов в місті Джібла, яке знаходиться в мухафазі Ібб, в Ємені. Палац називали Qaser Al-Mu'ez - палац аль-Мювес. Старий палац в Джібла був перебудований у велику мечеть в цьому ж році, а мечеть згодом отримала назву мечеть королеви Арва. Сьогодні руїни палацу королеви Арва знаходяться в Старому районі міста.
У чотирьох-поверховому палаці було 360 кімнат або 365 кімнат (за кількістю днів у році) і королева Арва спала по черзі в кожній кімнаті протягом року, щоб знизити ризик замаху на неї ворогів. Перший і другий поверхи палацу були пристосовани для виробництва мечів і списів.
У західній частині двору була побудована мечеть, в якій Арва молилася. Через сад в сторону мечеті була прокладена мощена дорога, названа «дорога султана».
Навколо палацу були побудовані будинки наближених королеви, а також в'язниця.
Палац мав таємний, довгий тунель, що веде до замку (фортеці) al-Ta'ker, який використовувався в надзвичайних ситуаціях. Легенди стверджують, що від палацу був проритий тунель на інший берег річки до мечеті, названій на честь королеви Арви. Мабуть замок (фортеця) al-Ta'ker - це старий замок, який з появою палацу Al-Mu'ez (згодом палацу уоролеви Арва) був перебудований в велику мечеть, яка отримала згодом назву Велика мечеть королеви Арва.
З перенесенням столиці з Санаа в Джібла і переселенням в Джібла королеви Арва палац Al-Mu'ez став головною будівлею держави Сулайхідів до смерті королеви Арва в 1138 році.
Частина споруд палацу збереглася до наших днів. Поряд з ними знаходиться музей королеви Арви.
Незважаючи на те, що більша частина території палацу втрачена, решта руїн палацу є прикладом архітектури періоду держави Сулайхідів і архітекрутною спадщиною держави Ємен.